# Véronique Del Fabro
Véronique Del Fabro, née le 25 octobre 1961, est une femme politique française.

## Parcours politique
Élue maire de Hudiviller en 2014, elle devient sénatrice le 1er janvier 2023, à la suite de la démission de Philippe Nachbar,. Elle siège comme apparentée au groupe LR.